# Solución de Fowler
La solución de Fowler es una solución que contiene un 1% de arsenito potásico (KAsO2), y que en su día se prescribía como remedio o tónico.Thomas Fowler (1736-1801) de Stafford, Inglaterra, propuso la solución en 1786 como sustituto de un medicamento patentado, la "gota insípida para la fiebre". A partir de 1865, la solución de Fowler fue un tratamiento contra la leucemia.
A partir de 1905, el uso de arsenicales inorgánicos como la solución de Fowler disminuyó, ya que la atención se centró en los arsenicales orgánicos, empezando por el Atoxyl.
Dado que los compuestos arsenicales son especialmente tóxicos y cancerígenos -con efectos secundarios como cirrosis hepática, hipertensión portal idiopática, cáncer de vejiga urinaria y cáncer de piel-, la solución de Fowler dejó de utilizarse. (Sin embargo, en 2001, la Administración de Alimentos y Medicamentos de EE. UU. (FDA) aprobó un fármaco de trióxido de arsénico para tratar la leucemia promielocítica aguda,y el interés por el arsénico ha vuelto.